# إير سوفت
إير سوفت (بالإنجليزية: Airsoft)‏ هي رياضة إطلاق نار جماعية يتنافس خلالها اللاعبون للقضاء على خصمهم بواسطة ضربهم بكرات صغيرة. تتشابه الرياضة مع كرة الطلاء إلا أنها لا تترك علامات مرئية مثل كرة الطلاء وتعتمد الرياضة على نظام الشرف الذي يلتزم فيه اللاعبون الذين تعرضوا للضرب أخلاقيًا بمناداة أنفسهم من خلال الصراخ hit.

## روابط خارجية
قالب:Team sports